# Mikuláš Krchlebec z Krchleb
Mikuláš Krchlebec z Krchleb (okolo 1400 – mezi 1441 a 1444) byl český nižší šlechtic, vojenský hejtman a válečník z rodu Krchlebců z Krchleb. Jakožto hejtman ve službách Rožmberků se účastnil bojů husitských válek proti husitům a je uváděn jako jedna z klíčových postav vítězného vojska umírněných husitů a panské jednoty v rozhodujícím střetu války, bitvě u Lipan.

## Životopis

### Mládí
Pocházel z českého nižšího šlechtického rodu, narodil se patrně na rodové tvrzi v Krchlebech nedaleko Benešova. Zdědil a spravoval skromné rodinné panství, mj. Bernartice u Milevska. Roku 1418 je uváděn jakožto věřitel císaře a krále Zikmunda Lucemburského, roku 1421 mu pak král daroval církví spravované vsi Nebřich, Milín, Dalešice a Blažim u Neveklova.
Stal se významným úředníkem podřízeným mocnému jihočeskému rodu Rožmberků, s jehož vojskem se od začátku válek účastnil vojenských akcích proti vypuknuvší husitské revoluci. Účastnil se mj. spolu s královským vojskem dobývání Berouna. Roku 1426 byl Rožmberky jmenován vojenským hejtmanem v Třeboni, v pozdějších letech je uváděn rovněž jako hejtman na hradě Choustník u Soběslavi. Roku 1431 potom obdržel úřad rožmberského purkrabího na strategicky významném hradě Zvíkov u Vltavy.

### Bitva u Lipan
Nejdůležitější roli své vojenské kariéry však sehrál 30. května 1434 při střetu kališnicko-katolického vojska a radikálních husitů v bitvě u Lipan. Zde byl přítomen jakožto bojový velitel rožmberského kontingentu Oldřicha II. z Rožmberka v řadách panské jednoty. Opakovaně je pak připomínán jakožto vůdce válečné skupiny naplňující strategii Diviše Bořka z Miletínka, vrchního velitele kališnicko-katolického vojska. Ten počítal s vyprovokováním útoku radikálních husitů mimo jimi vztyčenou vozovou hradbu fingovaným útokem na jejich pozice a následným ústupem, který protivníka vyláká z obranných pozic. Tuto útočnou skupinu, takzvanou špici, tvořily jednotky pod Krchlebcovým velením, složené převážně z rožmberských, plzeňských, prácheňských a karštejnských oddílů, které podporoval zbrojný lid Menharta II. z Hradce.
Koordnačně náročný manévr byl potom úspěšný: vojsko radikálů otevřelo svou vozovou hradbu, aby mohlo, i s několika válečnými vozy, protivníka pronásledovat. V terénně příznivé pozici se pak Krchlebcův oddíl obrátil a vyrazil útočícím vstříc. Spolu s dalšími jednotkami aliance se potom podařilo vozovou hradbu radikálů prorazit a dosáhnout tak v bitvě rozhodného vítězství. 
Po bitvě bylo pak několik desítek až stovek zajatců nahnáno do stodol v blízkých vesnicích (patrně Lipany, Hřiby aj.) a v nich upáleni. Kdo byl hlavním iniciátorem tohoto masakru není zřejmé, dobové kroniky se rozcházejí. Nejčastěji bývá jmenován Jan Švihovský z Rýzmberka, Mikuláš Krchlebec či Menhart II. z Hradce.
Zúčastnil se i dalších vojenských zákroků proti husitům, mj. roku 1435 obléhal pevnost Ostromeč v držení radikálních táboritů. Roku 1436 byl za své věrné služby odměněn Zikmundem Lucemburským dalšími statky. Poslední zmínkou o něm je darování dalších statků roku 1441.

### Úmrtí
Mikuláš Krchlebský z Krchleb zemřel patrně mezi lety 1441 až 1444. 
Prameny neuvádějí jeho mužské potomky, dcery pak po jeho smrti rodinné statky prodaly. Rod Krchlebců z Krchleb pak zanikl po přeslici.

### V umění
Postava Mikuláše Krchlebce je zachycena v monumentálním díle Luďka Marolda a jeho spolupracovníků, panoramatického obrazu bitvy u Lipan.